# David Bradley (színművész, 1953)
David Bradley (más néven Bradley Simpson, Texas, 1953. október 2.–) amerikai színész és harcművész, aki az 1980-as évek végén, számos alacsony költségvetésű akciófilmben játszott szerepeiről híres. Legismertebb filmjei az Amerikai nindzsa folytatásai.

## Pályafutása
Bradley Sean Davidson szerepéről ismert az Amerikai nindzsa 3. – Véres vadászat és az Amerikai nindzsa 4. – Az új küldetés című filmekből. Főszerepet játszik még egy külön filmben is, az Amerikai nindzsa 5.-ben, mint Joe Kastle, amely technikailag nem a korábbi Amerikai nindzsa filmek folytatása, hanem egy teljesen más film. A filmkészítés előtt Bradley autókereskedőként dolgozott Wilshire Boulevardban. Részt vett az Amerikai nindzsa 3. vetítésén Los Angelesben, Cedric Sundstrom rendező pedig azt állította, hogy Bradley-ben jó egyensúlyt talált a sebezhetőség és a fizikai szempontok között. Sundstrom szerint Bradley mindig nehezményezte, hogy karakterét Michael Dudikoff karaktere mentette meg az Amerikai nindzsa 4. című filmben.

## Magánélete
Bradley a Sótókan karate (fekete öv), a Taekwondo (4. Dan fekete öv), a Kung fu, az Aikidó és a fegyverek terén képzett.

## Filmográfia
| Év   | Magyar cím                             | Eredeti cím                        | Szerep                | Magyar hang          |
| ---- | -------------------------------------- | ---------------------------------- | --------------------- | -------------------- |
| 1989 | Amerikai nindzsa 3. – Véres vadászat   | American Ninja 3: Blood Hunt       | Sean Davidson         | Kassai Károly        |
| 1989 | Amerikai nindzsa 3. – Véres vadászat   | American Ninja 3: Blood Hunt       | Sean Davidson         | Stohl András         |
| 1989 | Gyilkos sorok (TV sorozat, egy epizód) | Murder, She Wrote                  | Adam Perry            |                      |
| 1990 | Amerikai nindzsa 4. – Az új küldetés   | American Ninja 4: The Annihilation | Sean Davidson         | Imre István          |
| 1990 | Amerikai nindzsa 4. – Az új küldetés   | American Ninja 4: The Annihilation | Sean Davidson         | Rékasi Károly        |
| 1991 | Alagsor (videófilm)                    | Lower Level                        | Sam Browning          | Fazekas István       |
| 1992 | Amerikai szamuráj                      | American Samurai                   | Andrew 'Drew' Collins | Kautzky Armand       |
| 1992 | Amerikai szamuráj                      | American Samurai                   | Andrew 'Drew' Collins | Dózsa Zoltán         |
| 1993 | Cyborg zsaru                           | Cyborg Cop                         | Jack Ryan DEA-ügynök  | Viczián Ottó         |
| 1993 | Amerikai nindzsa 5.                    | American Ninja V                   | Joe Kastle            | Forgács Péter        |
| 1993 | Amerikai nindzsa 5.                    | American Ninja V                   | Joe Kastle            | Welker Gábor         |
| 1994 | Vérbeli menet                          | Blood Run                          | Brad Kingsbury        | Viczián Ottó         |
| 1994 | Véres harcosok (tévéfilm)              | Blood Warriors                     | Wes Healey            | Galbenisz Tomasz     |
| 1995 | Cyborg zsaru 2.                        | Cyborg Cop II                      | Jack Ryan             | Viczián Ottó         |
| 1995 | Kemény fegyház (videófilm)             | Hard Justice                       | Nick Adams            | Szabó Sipos Barnabás |
| 1996 | Gyilkos zsaru                          | White Cargo                        | Joe Hargatay          |                      |
| 1996 | Sztriptűz (videófilm)                  | Exit                               | Charles               | Széles László        |
| 1997 | Szökés a valóságból                    | Total Reality                      | Anthony Rand          |                      |
| 1997 | Krízis                                 | Crisis                             | Alex                  | László Zsolt         |
| 1997 | Készülj a halálra!                     | Expect to Die                      | Dr. Vincent MacIntyre | Laklóth Aladár       |